# Левкон II
Левкон II (дата народження невідома — близько 220 р. до н. е.) — боспорський цар, син Перісада II.
Під час правління батька, був жерцем Аполлона Лікаря. Збереглася його посвята Аполлону по закінченню повноважень жерця.
Після його смерті влада перейшла до архонта Гигіанона.